# 米凯尔·瑟德隆德
米凯尔·瑟德隆德（瑞典語：Michael Söderlund，1962年3月30日—），瑞典男子游泳运动员。他曾代表瑞典参加1980年、1984年和1988年夏季奥林匹克运动会游泳比赛，获得一枚铜牌。